# Domenico Ricatti
Domenico Ricatti (Barletta, 16 maggio 1979) è un maratoneta e mezzofondista italiano.
Vanta una presenza nella Nazionale di atletica leggera dell'Italia, una presenza nella Nazionale Cusi e una presenza nella Nazionale Militare. Si è laureato campione italiano assoluto dei 10000 m piani nel 2011 e dei 10 km su strada nel 2012.

## Biografia
Nel 1991 inizia la sua attività atletica e agonistica. Transida dal sodaliziono barlettano della Ass.Atl. Fiamma Barletta alla Landolfi Molfetta e poi al Cus Bari. Dal 2001 è un atleta del Centro Sportivo dell'Aeronautica Militare. È stato scoperto dal prof. Caruso e allenato dal prof. Dibello nei ranghi. In seguito è stato allevato dal professor Mascolo a Barletta, poi da Pasquale Porcelluzzi, tecnico delle Fiamme GIalle, ed infine dal prof. Piero Incalza, già tecnico di alcuni dei migliori maratoneti italiani recenti tra cui Giacomo Leone e Ottaviano Andriani, e tecnico responsabile tecnico della Nazionale per varie stagioni. Con lui ha terminato la carriera professionistica.
Nel 2008 vince due medaglie di bronzo ai campionati italiani assoluti di atletica leggera 2008 a Cagliari nelle specialità dei 5000m e 10000m piani.
Nel 2011 si laurea campione italiano sui 10000 metri nel 2011 a Torino in occasione dei Campionati italiani assoluti di atletica leggera 2011. Nella primavera 2011 esordisce in maratona alla Milano City Marathon, mentre a settembre giunge 12º alla Maratona di Berlino (Primo europeo al traguardo) con il crono di 2h16"31. Il 6 gennaio 2012 vince la sua prima maratona ad Alghero, gara che per avverse condizioni meteorologiche è stata ridotta dai 42,195 km a 30 km.
Il 30 settembre 2012 conquista a Scicli il titolo di campione italiano assoluto dei 10 km di corsa su strada.
Ad aprile 2013 stabilisce alla Maratona di Padova il nuovo personale col tempo di 2h15'16" giungendo terzo al traguardo.
Nel 2014 migliora la sua prestazione in mezza maratona, fermando il cronometro 1h03'47" alla Roma- Ostia; stesso anno migliora anche il suo primato personale nella maratona di Roma con 2h15'07" , giungendo quarto al traguardo della Maratona di Roma.
Sempre nel 2014 ad agosto veste la maglia azzurra nella prestigiosa competizione degli Europei atletica leggera a Zurigo (Svizzera), nella distanza di maratona.
Ad ottobre del 2015 partecipa alla mezza maratona di Telese Terme, valida come Campionato italiano di mezza maratona, tagliando il traguardo in terza posizione assoluta e secondo italiano e stabilendo il nuovo primato personale di 1h03'37"; nello stesso mese partecipa alla maratona di Venezia, giungendo quarto al traguardo, con un tempo di 2h15'27".

## Progressione

### 1500 metri piani
| Stagione | Tempo   | Luogo      | Data      | Rank. Mond. |
| -------- | ------- | ---------- | --------- | ----------- |
| 2006     | 3'42"28 | Roma       | 14-7-2006 |             |
| 2005     | 3'45"12 | Trento     | 27-8-2005 |             |
| 2003     | 3'46"36 | Conegliano | 20-6-2003 |             |
| 2002     | 3'47"04 | Trento     | 1-9-2002  |             |
| 2001     | 3'46"56 | Milano     | 1-7-2001  |             |

### 3000 metri piani
| Stagione | Tempo   | Luogo       | Data      | Rank. Mond. |
| -------- | ------- | ----------- | --------- | ----------- |
| 2008     | 8'05"22 | Nembro      | 23-7-2008 |             |
| 2007     | 7'58"97 | Torino      | 8-6-2007  |             |
| 2006     | 7'57"56 | Torino      | 6-6-2006  |             |
| 2005     | 8'02"12 | Nuraminis   | 10-9-2005 |             |
| 2004     | 8'18"97 | Avezzano    | 12-9-2004 |             |
| 2003     | 8'07"03 | Napoli      | 10-6-2003 |             |
| 2002     | 8'14"99 | Riese Pio X | 22-9-2002 |             |
| 2001     | 8'12"5  | Barletta    | 6-9-2001  |             |

### 5000 metri piani
| Stagione | Tempo    | Luogo    | Data      | Rank. Mond. |
| -------- | -------- | -------- | --------- | ----------- |
| 2013     | 14'12"41 | Milano   | 27-7-2013 |             |
| 2011     | 14'18"63 | Avellino | 16-6-2011 |             |
| 2009     | 14'15"22 | Pescara  | 24-5-2009 |             |
| 2008     | 14'20"08 | Cagliari | 19-7-2008 |             |
| 2007     | 14'02"94 | Avellino | 13-6-2007 |             |
| 2006     | 13'45"79 | Rovereto | 30-8-2006 |             |
| 2005     | 13'56"93 | Rovereto | 31-8-2005 |             |
| 2003     | 14'19"74 | Rieti    | 2-8-2003  |             |
| 2002     | 14'23"75 | Palermo  | 18-9-2002 |             |
| 2001     | 14'31"98 | Avellino | 13-6-2001 |             |

### 10000 metri piani
| Stagione | Tempo    | Luogo          | Data      | Rank. Mond. |
| -------- | -------- | -------------- | --------- | ----------- |
| 2013     | 29'23"46 | Milano         | 14-9-2013 |             |
| 2012     | 29'02"0  | Carate Brianza | 15-9-2012 |             |
| 2011     | 29'27"25 | Rieti          | 17-4-2011 |             |
| 2010     | 29'40"68 | Rieti          | 25-4-2010 |             |
| 2009     | 29'13"59 | Barletta       | 8-9-2009  |             |
| 2008     | 30'27"42 | Cagliari       | 20-7-2008 |             |
| 2006     | 29'06"5  | Rieti          | 30-4-2006 |             |
| 2005     | 29'41"8  | Roma           | 24-4-2005 |             |

### Mezza maratona
| Stagione | Tempo    | Luogo          | Data      | Rank. Mond. |
| -------- | -------- | -------------- | --------- | ----------- |
| 2013     | 1h05'24" | Milano         | 24-3-2013 |             |
| 2012     | 1h04'03" | Roma-Ostia     | 26-2-2012 |             |
| 2011     | 1h04'00" | Pieve di Cento | 13-3-2011 |             |
| 2005     | 1h05'48" | Barletta       | 2-10-2005 |             |

### Maratona
| Stagione | Tempo    | Luogo   | Data       | Rank. Mond. |
| -------- | -------- | ------- | ---------- | ----------- |
| 2014     | 2h15'07" | Roma    | 23-3-2014  |             |
| 2013     | 2h15'16" | Padova  | 21-4-2013  |             |
| 2012     | 2h19'37" | Venezia | 28-10-2012 |             |
| 2011     | 2h16'31" | Berlino | 25-9-2011  |             |

## Palmarès
| Anno | Manifestazione | Sede    | Evento       | Risultato | Prestazione | Note |
| ---- | -------------- | ------- | ------------ | --------- | ----------- | ---- |
| 2007 | Universiadi    | Bangkok | 5000 m piani | 15º       | 14'35"65    |      |
| 2014 | Europei        | Zurigo  | Maratona     | dnf       | dnf         |      |

## Campionati nazionali
2006
- Bronzo ai campionati italiani assoluti indoor, 3000 m piani - 8'06"72

2008
- Bronzo ai campionati italiani assoluti, 5000 m piani - 14'20"08
- Bronzo ai campionati italiani assoluti, 10000 m piani - 30'27"42

2011
- Oro ai campionati italiani assoluti (Torino), 10000 m piani - 29'51"84
- Bronzo ai campionati italiani assoluti (Cremona), mezza maratona - 1h04'07"

2012
- Argento ai campionati italiani assoluti (Roma), mezza maratona - 1h04'03"
- Oro ai campionati italiani assoluti (Scicli), 10 km

2013
- Bronzo ai campionati italiani assoluti (Milano), 5000 m piani - 14'12"41
- Argento ai campionati italiani assoluti (Molfetta), 10 km

2014
- Argento  ai campionati italiani assoluti (Isernia), 10 km

2015
- Argento ai campionati italiani assoluti (Telese Terme), mezza maratona - 1h03'37"

2017
- Oro ai campionati italiani A.M. (Monopoli), mezza maratona - 1h10'31"

2019
- Oro ai campionati italiani master 40 (Trani), mezza maratona - 1h08'41
- Oro ai campionati italiani master 40 (Ravenna), maratona - 2h24'51"

2020
- 7º ai campionati italiani di maratona - 2h22'29"[4]

## Altre competizioni internazionali
2008
- 9º alla Mezza maratona di Udine ( Udine) - 1h04'51"

2009
- 9º alla Mezza maratona di Arezzo ( Arezzo) - 1h05'23"

2010
- 12º alla Maratona di Berlino ( Berlino) - 2h16'31"
- 11º alla Milano Marathon ( Milano) - 2h21'48"
- 12º alla Mezza maratona di Cremona ( Cremona) - 1h04'07"
- 6º alla Mezza maratona di Bologna ( Bologna) - 1h05'24"

2012
- 4º alla Maratona di Venezia ( Venezia) - 2h19'23"
- 16º alla Roma-Ostia ( Roma) - 1h04'03"
- 12º al Giro al Sas ( Trento) - 29'56"
- Bronzo al Memorial Peppe Greco ( Scicli) - 29'30"

2013
- Bronzo alla Padova Marathon ( Padova) - 2h15'16"
- 5º alla Maratona di Torino ( Torino) - 2h16'42"
- 6º alla Stramilano ( Milano) - 1h05'24"

2014
- 4º alla Maratona di Roma ( Roma) - 2h15'07"
- 8º alla Maratona di Firenze ( Firenze) - 2h20'01"

2015
- 4º alla Maratona di Venezia ( Venezia) - 2h15'28"
- 9º alla Maratona di Hannover ( Hannover) - 2h18'23"
- 5º alla Stramilano ( Milano) - 1h05'27"
- 5° alla Corrida di San Lorenzo ( Zogno), 8 km - 24'29"

2016
- 26º alla Maratona di Torino ( Torino) - 2h26'51"
- 6º alla Lago Maggiore Marathon ( Verbania) - 2h22'42"
- 14° alla Corrida di San Lorenzo ( Zogno), 8 km - 25'31"

2018
- 10º alla Maratona di Ravenna ( Ravenna) - 2h31'24"

2019
- 8° alla Maratona di Ravenna ( Ravenna) - 2h24'50"
- 2° alla Mezza maratona di Trani ( Trani) - 1h08'41"

2023
- 87º alla Milano Marathon ( Milano) - 2h44'22"
- 51º alla Roma-Ostia ( Roma) - 1h11'31"